# Флавиан из Монтефьясконе
Флавиа́н (итал. Flaviano di Montefiascone; … — Монтефьясконе, 22 декабря 362 года) — святой мученик. День памяти — 22 декабря.

## Биография
О святом Флавиане имеются весьма скудные сведения: о его существовании молчат древнейшие мартирологи. Согласно агиографическому преданию, он был римским патрицием, занимавшим пост префекта Рима во времена императоров Константина II и Констанция II. Он был мужем святой Дафрозы и отцом святых Вивианы и святой Деметрии.
Христианское предание, не подкрепленное историческими свидетельствами, гласит, что, когда императором стал Юлиан, гонения на христиан были восстановлены. Флавиан был вынужден покинуть свой пост префекта, передав его в руки своего заклятого соперника и ярого сторонника язычества Апрониана. 
После того, как он похоронил мучеников Приска, Присциллиана и Бенедикту, святой Флавиан был клеймён. На лицо было поставлено клеймо с надписью о том, что он раб, и сам он был сослан в Aquas Taurinas (возможно, это современный Монтефьясконе) и приговорен к работе в банях. Затем был замучен 22 декабря 362 года.
Его мощи хранятся в Монтефьясконе: голова — в соборе в художественном реликварии в виде бюста, а фрагменты тела — в урне под главным алтарём древней базилики, посвященной ему и находящейся на краю города.